# Bechstein-Fledermausvorkommen um Bad Wörishofen
Bechstein-Fledermausvorkommen um Bad Wörishofen este o arie protejată (arie specială de conservare — SAC, sit de importanță comunitară — SCI) din Germania întinsă pe o suprafață de 136,6 ha, integral pe uscat.

## Localizare
Centrul sitului Bechstein-Fledermausvorkommen um Bad Wörishofen este situat la coordonatele 48°00′48″N 10°34′29″E / 48.0133°N 10.5747°E.

## Înființare
Situl Bechstein-Fledermausvorkommen um Bad Wörishofen a fost declarat sit de importanță comunitară în martie 2001 pentru a proteja 1 specie de animale. Situl a fost protejat și ca arie specială de conservare în aprilie 2016.

## Biodiversitate
Situată în ecoregiunea continentală, aria protejată conține 1 habitat natural: Păduri de fag Asperulo-Fagetum.
La baza desemnării sitului se află o specie protejată de  mamifere: liliac cu urechi mari (Myotis bechsteinii).
Pe lângă speciile protejate, pe teritoriul sitului au mai fost identificate 1 specie de mamifere.